# سوزان مانيه
سوزان مانيه (30 أكتوبر 1829 - 8 مارس 1906) هي كانت عازفة بيانو هولندية وزوجة إدوارد مانيه.